# Deir Yassin

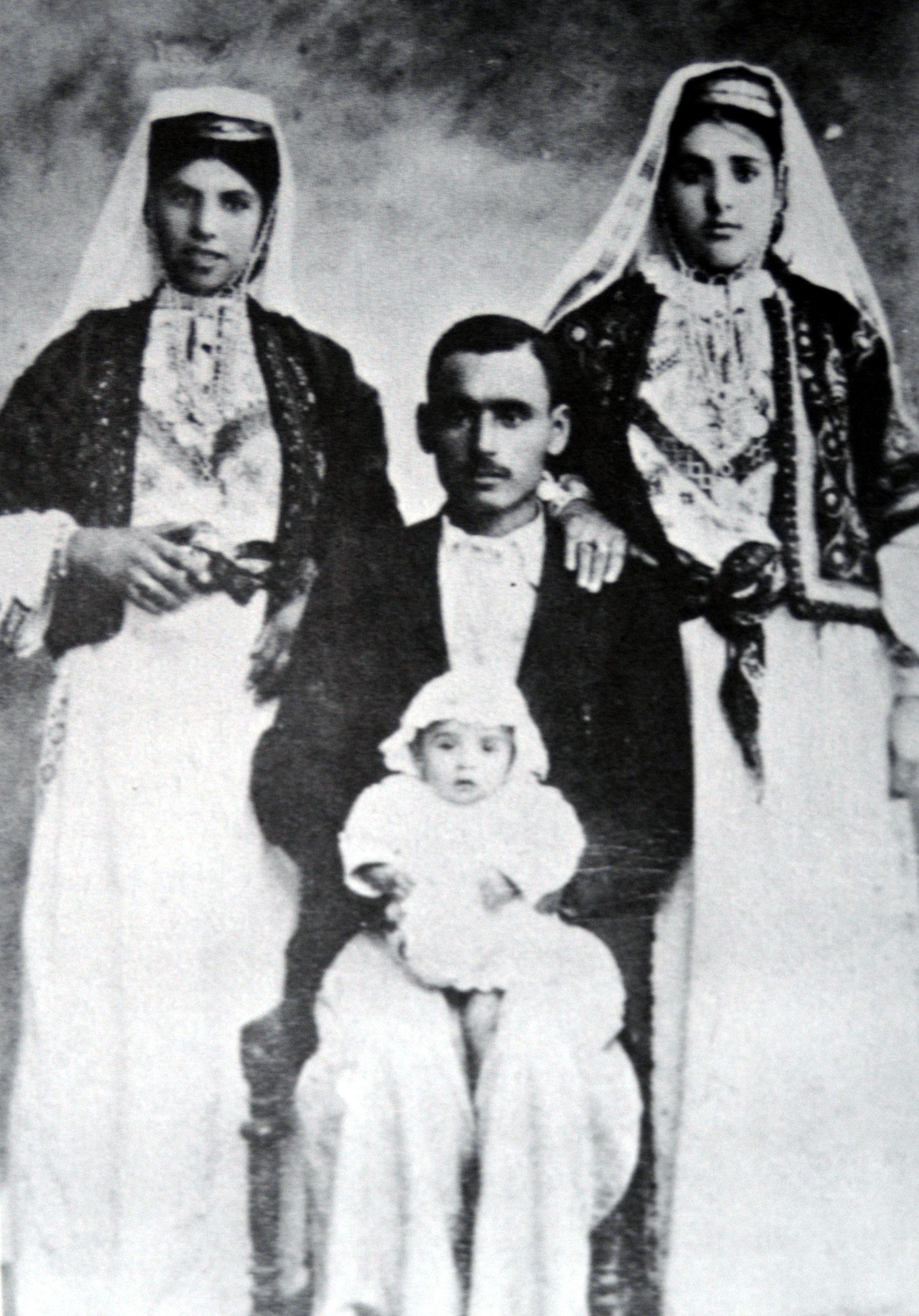
Familj (Haj Ahmad al-As'ad med hustru och son), från Deir Yassin, 1927.

Deir Yassin var en palestinsk by med omkring 600 invånare, nära Jerusalem. Byn har blivit känd på grund av Deir Yassin-massakern.
Deir Yassin hade förklarat sig neutral i kriget mellan araber och judar före 1948 års arabisk-israeliska krig. Byn anfölls den 9 april 1948 av judiska kombattanter tillhörande Irgun. Trupperna möttes av väpnat motstånd och det slutade med att närmare etthundra människor dödades och de övriga byborna tvingades iväg.
Där den utplånade arabiska byn låg finns nu Kfar Shaul, en förort till det moderna Jerusalem, inte långt från huvudvägen som går ned mot Tel Aviv och kustslätten. Det statliga mentalsjukhuset ligger där.